# Suore delle poverelle dell'istituto Palazzolo

La facciata neogotica della chiesa delle Suore delle poverelle a Brescia in Via Bronzetti.

Le Suore delle Poverelle dell'Istituto Palazzolo sono un istituto religioso femminile di diritto pontificio: le appartenenti a questa congregazione pospongono al loro nome la sigla S.d.P.I.P.

## Storia
Nel 1864 il sacerdote Luigi Maria Palazzolo (1827-1883) introdusse a Bergamo la Pia opera di santa Dorotea, un'associazione di volontarie, per curare la gestione di un oratorio destinato alle ragazze povere del rione popolare di San Bernardino: le donne si occupavano dell'insegnamento del catechismo e di varie attività caritatevoli a vantaggio della gioventù derelitta. Il 22 maggio 1869, su consiglio del canonico Alessandro Valsecchi e con il beneplacito del vescovo Pietro Luigi Speranza, Palazzolo trasformò il sodalizio in congregazione religiosa e ne curò l'organizzazione assieme a Maria Teresa Gabrieli (1837-1908).
Le suore, dette delle Poverelle, continuarono a dedicarsi alle opere a favore della gioventù e aggiunsero alle loro finalità la visita ai poveri e agli ammalati a domicilio, la cura degli orfani e, più tardi, l'insegnamento. Nel 1875 aprirono la prima filiale a Vicenza e l'anno successivo a Brescia e a Breganze. Le loro costituzioni vennero approvate dal vescovo Gaetano Camillo Guindani l'11 maggio 1886 e il 1º marzo 1912 ricevettero il pontificio decreto di lode: vennero approvate definitivamente dalla Santa Sede il 5 gennaio 1919.
Le religiose dell'istituto ampliarono rapidamente il loro ambito di azione: nel 1919 fondarono una casa a Roma, dove vennero loro affidati i servizi domestici presso il pontificio collegio Urbano di Propaganda Fide; nel 1922 aprirono a Grumello del Monte un centro per la cura e la riabilitazione dei disabili gravi; nel 1926 presero ad assistere le detenute del carcere di Bergamo; a partire dal 1931 si dedicarono all'assistenza delle comunità di emigrati italiani in Francia, Belgio e Lussemburgo e nel 1952, fondando una casa in Congo, si aprirono all'apostolato missionario.
In occasione dell'epidemia di ebola verificatasi nel maggio 1995 a Kikwit (Congo), alcuni ammalati furono ospitati presso un ospedale diretto dalle suore. Le religiose continuarono la loro opera di assistenza anche quando si capì che il contagio era quasi inevitabile. Sei di loro, tutte provenienti dalla Lombardia, contrassero la malattia e morirono (Floralba Rondi, Clarangela Ghilardi, Danielangela Sorti, Dinarosa Belleri, Annelvira Ossoli, Vitarosa Zorza).
Il fondatore venne beatificato da papa Giovanni XXIII il 19 marzo 1963.

## Attività e diffusione
Le Suore delle Poverelle si dedicano all'istruzione, alla gestione di orfanotrofi e case famiglia, all'assistenza agli emarginati e agli ammalati.
Oltre che in Italia, le suore sono presenti in Brasile, Burkina Faso, Repubblica Democratica del Congo, Costa d'Avorio, Kenya, Malawi, Perù e Svizzera; la sede generalizia è a Bergamo.
Al 31 dicembre 2008 la congregazione contava 836 religiose in 103 case.